# إتش 43 لوند
إتش 43 لوند هو نادي كرة يد في السويد تأسس في سنة 1943. يلعب في الدوري السويدي لكرة اليد. تبلغ سعة ملعبه 3000 متفرجا.